# 대전 용화사 석불입상
대전 용화사 석불입상(大田 龍華寺 石佛立像)은 대전광역시 대덕구 읍내동, 용화사에 있는 고려시대의 석불이다. 1997년 1월 9일 대전광역시의 유형문화재 제26호로 지정되었다.

## 형태
대전 대덕구 읍내동의 용화사에 있는 석불 입상으로 발목 아랫부분은 땅속에 묻혀있고, 불상과 광배(光背)가 한 돌로 이루어졌다. 전체 높이가 2.5m로 추정되며 불상은 사람의 키와 비슷한 높이로 단정한 형태이다.
얼굴은 경직된 듯 보이지만 온화한 인상이며, 양 어깨에 걸친 옷에는 형식적으로 두꺼운 옷주름선을 표현하였다. 오른손은 어깨까지 들어 엄지와 가운데 손가락을 맞대고 있고, 왼손은 배 앞에 대고 있는 모습이다. 배(舟)모양의 광배는 불상에 비해서 지나치게 큰 형태이며 둥근 머리광배가 표현되었다.

## 역사 및 평가
이 불상은 거대한 광배와 상대적으로 작은 불상을 하나의 돌에 조각하여 독특한 구조미를 보여주며, 전체적으로 정돈되고 세련된 풍모이다. 불상의 입체감이 적고 옷주름선이 다소 딱딱하지만 9세기 말의 양식을 계승한 10세기 초의 특징을 잘 보여주는 작품이다.
원래 목 윗부분과 무릎 아랫부분이 깨어져 세 부분으로 되었던 것을 붙여 놓았는데, 목 아래 부분에 보수한 흔적이 있고, 땅 속에 묻혀 있던 발목 아래 부분이 윗부분보다 거칠게 조각된 것으로 보아 불신은 후에 부분적으로 보수된 것으로 보인다. 신체가 단아(端雅)하며 수인과 불의 표현이 상당히 정돈되고 세련된 것이 통일신라시대 불상 양식을 계승하였지만, 전체적으로 양감(量感)이 부족하고 지방화된 얼굴 등을 볼 때, 고려시대 전반기에 조성된 것으로 추정된다.

## 참고 문헌
- 용화사석불입상 - 국가유산청 국가유산포털